# Chirita asperifolia
Chirita asperifolia är en tvåhjärtbladig växtart som först beskrevs av Carl Ludwig von Blume, och fick sitt nu gällande namn av Brian Laurence Burtt. Chirita asperifolia ingår i släktet Chirita och familjen Gesneriaceae. Inga underarter finns listade i Catalogue of Life.